# Podgórze (Olbierzowice)
Podgórze – przysiółek wsi (nazwa niestandaryzowana) Olbierzowice w gminie Klimontów w powiecie sandomierskim w województwie świętokryskim.
W 1887 r. folwark liczył 11 mieszkańców i 1 dom. Do folwarku należało 122 morgi ziemi. Należał do parafii Olbierzowice.